# Ingrid Noemi Stein
Ingrid Noemi Stein (* 1987 oder 1988) ist eine deutsche Theaterschauspielerin. 
Ingrid Noemi Stein begann ihre schauspielerische Laufbahn 2003 als Laiendarstellerin in der „Absolute Beginner Company“ am Schauspiel Köln in The Person You Have Called Is Temporarily Not Available (Regie Anja Kolacek). 2004 spielte sie in Schwanensee – Boy Meets Girl (Regie Anja Kolacek). 2007 begann sie ein Schauspielstudium an der Universität für Musik und darstellende Kunst Graz, das sie 2011 abschloss. In Graz gab sie am Schauspielhaus 2010 die Desiree in Krankheit der Jugend (Regie Henner Kallmeyer) und übernahm die Rolle der Rachael in Blade Runner (Regie Judith Wille).
Von 2011 bis 2015 war sie Ensemblemitglied am Theater Lübeck, an dem sie unter anderem die Titelrolle in Yerma (Regie Anna Bergmann), die Ophelia in Hamlet (Regie Andreas Nathusius), die Stella in Endstation Sehnsucht (Regie Gustav Rueb), 2013 die Titelrolle in Maria Stuart (Regie Pit Holzwarth), die Jeléna Andréjewna in Onkel Wanja (Regie Klaus Hemmerle) und 2014 die Charlotte K. in Lotte in Weimar (Regie Marco Štorman) gab. 2013 inszenierte sie im Jungen Studio des Theaters Lübeck Who the fu** is snowwhite?.
Ab der Spielzeit 2015/2016 ist sie festes Ensemblemitglied am Staatstheater Kassel. Dort spielte sie 2016 die Titelrolle in Antigone (Regie Martin Schulze) und die Journalistin Petra in Ein Volksfeind (Regie Markus Dietz).